# Fland canyon
Fland canyon est le dix-neuvième épisode de la vingt-septième saison de la série télévisée Les Simpson et le 593e épisode de la série. Il est sorti en première sur le réseau Fox le 24 avril 2016.

## Synopsis
Homer raconte comment il y a très longtemps, sa famille et la famille Flanders ont participé à un voyage dans le Grand Canyon.